# Veřejné pohoršení
Veřejné pohoršení ve smyslu zákona o některých přestupcích, nastává v případě současného naplnění tří znaků:
1. musí být spácháno veřejně;
2. jednání musí subjektivně pohoršovat zpravidla více než dvě osoby, které budou tomuto jednání obvykle přítomny současně;
3. musí být v rozporu s tím obsahem mravnosti, na němž se společnost shoduje.

Správní orgán neporovnává toto jednání s mravností stanovenou podle vlastních kritérií, nýbrž je poměřuje s obecnou společenskou shodou o obsahu mravnosti.